# Coupe du roi Gustave V

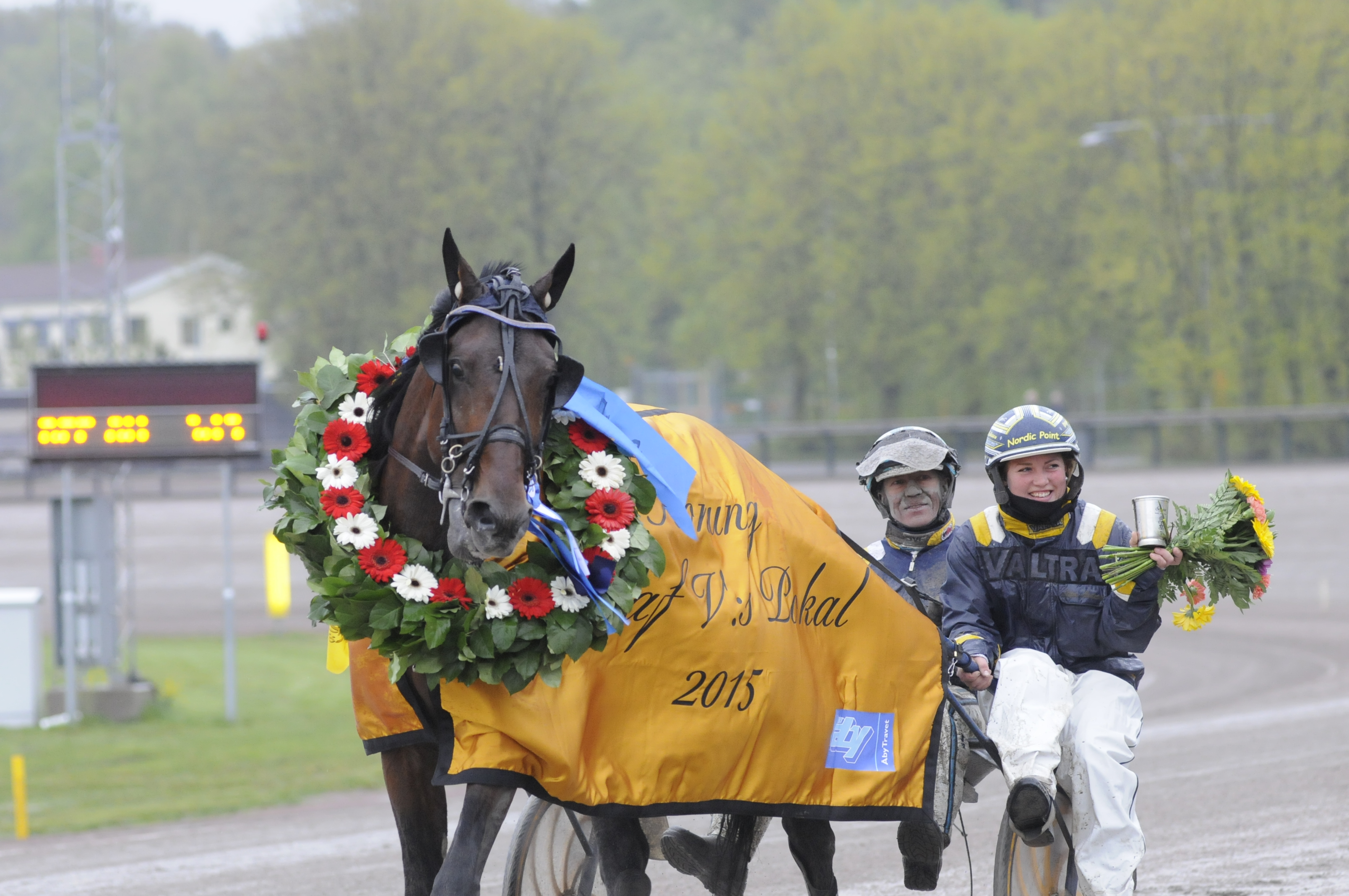
Volstead, après sa victoire en 2015.

La Coupe du roi Gustave V (en suédois Konung Gustaf V:s Pokal) est une course hippique de trot attelé se déroulant au mois de mai sur l'hippodrome d'Åby à Göteborg, en Suède.
C'est une course de Groupe I réservée aux chevaux de 4 ans mâles (hongres compris). Elle se court sur la distance de 2 140 mètres. En 2025, l'allocation s'élève à 2 000 000 SEK (environ 182 860 €), dont 1 000 000 SEK pour le vainqueur.

## Palmarès depuis 1984
| Année | Vainqueur            | Pays       | Père              | Driver                | Réd.km |
| ----- | -------------------- | ---------- | ----------------- | --------------------- | ------ |
| 2025  | Free Time Jepson     | Suède      | Face Time Bourbon | Alessandro Gocciadoro | 1'11"2 |
| 2024  | Baron Tilly          | Suède      | Ready Cash        | Carl Johan Jepson     | 1'11"9 |
| 2023  | Dancer Brodde        | Suède      | Bold Eagle        | Johan Untersteiner    | 1'11"7 |
| 2022  | Francesco Zet        | Suède      | Father Patrick    | Örjan Kihlström       | 1'12"  |
| 2021  | Önas Prince          | Suède      | Chocolatier       | Per Nordstrom         | 1'13"  |
| 2020  | Aetos Kronos         | Suède      | Bold Eagle        | Johan Untersteiner    | 1'11"5 |
| 2019  | Campo Bahia          | Suède      | Muscle Hill       | Conrad Lugauer        | 1'10"6 |
| 2018  | Perfect Spirit       | États-Unis | Andover Hall      | Örjan Kihlström       | 1'11"1 |
| 2017  | Diamanten            | Suède      | Adrian Chip       | Christoffer Eriksson  | 1'12"6 |
| 2016  | Poet Broline         | Suède      | Quite Easy        | Peter Untersteiner    | 1'12"7 |
| 2015  | Volstead             | États-Unis | Cantab Hall       | Örjan Kihlström       | 1'12"7 |
| 2014  | Poochai              | États-Unis | Make It Happen    | Erik Adielsson        | 1'11"9 |
| 2013  | El Mago Pellini      | Suède      | Chocolatier       | Kolgjini Lutfi        | 1'12"1 |
| 2012  | Fawkes               | États-Unis | Sj's Caviar       | Åke Svanstedt         | 1'13"  |
| 2011  | Wishing Stone        | États-Unis | Conway Hall       | Jean-Michel Bazire    | 1'12"7 |
| 2010  | Sebastian K.         | Suède      | Korean            | Erik Adielsson        | 1'12"8 |
| 2009  | Knockout Rose        | Suède      | Express Ride      | Erik Adielsson        | 1'13"1 |
| 2008  | Dust All Over        | Suède      | Super Arnie       | Örjan Kihlström       | 1'13"4 |
| 2007  | Russel November      | Allemagne  | General November  | Hugo Langeweg         | 1'13"8 |
| 2006  | Rite On Track        | Suède      | Rite On Line      | Jörgen Westholm       | 1'14"3 |
| 2005  | Conny Nobell         | Suède      | Pearsall Hanover  | Björn Goop            | 1'14"1 |
| 2004  | Luxury Ås            | Suède      | Pine Chip         | Lars Lindberg         | 1'13"7 |
| 2003  | Rotation             | États-Unis | Balanced Image    | Gunnar Eggen          | 1'12"8 |
| 2002  | Gigant Neo           | Suède      | Super Arnie       | Jorma Kontio          | 1'12"7 |
| 2001  | Equalizer            | Suède      | Baron Karsk       | Staffan Nilsson       | 1'14"9 |
| 2000  | St Göran             | Suède      | Lindy's Crown     | Stig H. Johansson     | 1'13"8 |
| 1999  | Lucky Po             | Suède      | Quick Pay         | Stefan Melander       | 1'14"5 |
| 1998  | Kanaloa Sea          | Suède      | Demilo Hanover    | Patrik Södervall      | 1'15"  |
| 1997  | Remington Crown (sv) | Suède      | Lord of All       | Robert Bergh          | 1'15"  |
| 1996  | Drewgi               | Suède      | Mr Drew           | Åke Svanstedt         | 1'15"8 |
| 1995  | Atlantic FC          | Suède      | Lindy's Crown     | Christer Nylander     | 1'16"2 |
| 1994  | Clipper Mack         | Suède      | Mack the Knife    | Stig H. Johansson     | 1'14"8 |
| 1993  | Baron Karsk          | Suède      | Workaholic        | Stig H. Johansson     | 1'14"7 |
| 1992  | Guy Scoop            | Suède      | Rosalind's Guy    | Olle Goop             | 1'15"9 |
| 1991  | Extrem               | Suède      | Crowntron         | Roger L. Johansson    | 1'16"2 |
| 1990  | Bowspirit            | Suède      | Active Bowler     | Lars Lindberg         | 1'16"4 |
| 1989  | On Guard             | Suède      | Zoot Suit         | Olle Goop             | 1'16"2 |
| 1988  | Gaston Pride         | Suède      | Count's Pride     | Per-Olof Pettersson   | 1'16"8 |
| 1987  | Ata Star L           | Suède      | Tibur             | Tommy Hanné           | 1'15"2 |
| 1986  | Net Hammering        | Suède      | Netted            | Lars Lindberg         | 1'16"8 |
| 1985  | Rebur                | Suède      | Tibur             | Roland Korsar         | 1'16"2 |
| 1984  | Quiggin              | Suède      | Urgent Yankee     | Stig H. Johansson     | 1'15"6 |